# 712
712 (DCCXII) var ett skottår som började en fredag i den julianska kalendern.

## Händelser

### Okänt datum
- Liutbrand blir langobardernas konung.

## Födda
- Du Fu, kinesisk poet

## Avlidna
- Khri ma lod, tibetansk kejsarinna och regent
- Fazang, Huayan zong